# Comuna Spinuș, Bihor
Spinuș (în maghiară: Hagymádfalva) este o comună în județul Bihor, Crișana, România, formată din satele Ciulești, Gurbești, Nădar, Săliște și Spinuș (reședința).

## Demografie
Componența etnică a comunei Spinuș
     Români (93,22%)
     Alte etnii (0,77%)
     Necunoscută (6%)
Componența confesională a comunei Spinuș
     Ortodocși (79,5%)
     Penticostali (7,12%)
     Greco-catolici (3,09%)
     Baptiști (1,72%)
     Reformați (1,11%)
     Alte religii (1,2%)
     Necunoscută (6,26%)
Conform recensământului efectuat în 2021, populația comunei Spinuș se ridică la 1.166 de locuitori, în scădere față de recensământul anterior din 2011, când fuseseră înregistrați 1.285 de locuitori. Majoritatea locuitorilor sunt români (93,22%), iar pentru 6% nu se cunoaște apartenența etnică. Din punct de vedere confesional, majoritatea locuitorilor sunt ortodocși (79,5%), cu minorități de penticostali (7,12%), greco-catolici (3,09%), baptiști (1,72%) și reformați (1,11%), iar pentru 6,26% nu se cunoaște apartenența confesională.

## Politică și administrație
Comuna Spinuș este administrată de un primar și un consiliu local compus din 9 consilieri. Primarul, Alexandru Fonai[*], de la Partidul Național Liberal, este în funcție din 2016. Începând cu alegerile locale din 2024, consiliul local are următoarea componență pe partide politice:
|  | Partid                    | Consilieri | Componența Consiliului | Componența Consiliului | Componența Consiliului | Componența Consiliului | Componența Consiliului |
|  | ------------------------- | ---------- | ---------------------- | ---------------------- | ---------------------- | ---------------------- | ---------------------- |
|  | Partidul Național Liberal | 5          |                        |                        |                        |                        |                        |
|  | Partidul Social Democrat  | 4          |                        |                        |                        |                        |                        |